# Anampses caeruleopunctatus
Anampses caeruleopunctatus conocido como Lábrido de motas azules es una especie de pez de la familia Labridae.

## Morfología
Los machos pueden llegar alcanzar los 42cm de longitud total.
La coloración corporal de la hembra es café y café rojizo en la zona ventral. El macho es color oliva. La hembra tiene una franja naranja-rojo oscuro bordeada de azul en la base de su aleta pectoral, y la del macho es naranja oscuro. Sus espinas dorsales son flexibles. Su aleta caudal puede estar truncada o ligeramente redondeada.

## Hábitat
Arrecifes tropicales; en profundidades comprendidas entre 3 y 30 m.
Vive en los arrecifes coralinos, en la zona con fuertes corrientes de agua o en las costas rocosas, en solitario o formando parejas, a profundidades que van de los 3 a los 30 m.
En su medio ambiente natural los juveniles a veces pueden ser observados en grupo, pero los adultos son observados en solitario o formando pequeños grupos. Este pez puede mostrarse agresivo con peces de su mismo tamaño, por lo que debe ser mantenido con peces un poco más grandes que él. Hay que evitar mantenerlo con peces lentos o más pequeños, pues los acosará y es muy posible que se los coma.

## Alimentación
Los adultos se alimentan de crustáceos, moluscos y de gusanos poliquetos. Al tener un gran apetito, en el acuario es fácil entrenarlo para que acepte de muy buena gana los alimentos preparados que le ofrezcamos. Hay que proporcionarle una variada dieta proteínica que incluya crustáceos pequeños, fórmulas y alimentos congelados como mysis, artemias, trozos de pescado crudo descongelado picados finamente e incluso alimento en hojuelas. Es muy tragón y necesita ser alimentado dos o tres veces al día.

## Distribución geográfica
Océanos Índico y Pacífico: se encuentra desde el Mar Rojo y Sudáfrica hasta la Isla de Pascua, y desde el sur de Japón hasta el sur de Australia.

## En cautiverio
Este pez es resistente y fácil de mantener en cautiverio. Se adapta y acostumbra rápidamente a vivir en el acuario y a los alimentos preparados. Generalmente no se considera un pez totalmente seguro para un acuario de arrecife. Aunque no molesta a los corales se comerá los pequeños crustáceos e invertebrados. Es una buena opción para un acuario comunitario pues generalmente es pacífico y tranquilo, aunque los machos secundarios pueden volverse agresivos. Necesita estar en un acuario de al menos 1000 litros con mucho espacio libre para nadar, muchas rocas vivas para esconderse y descansar y una cama de arena viva de al menos 4” de espesor.
Temperatura de 24 a 26 °C
pH de 8.1 a 8.4

## Reproducción
Es un pez hermafrodita protógino, con dicromatismo sexual distintivo. Sus huevecillos son pelágicos.
No sé tiene datos de su reproducción en cautiverio.